# EMD SD9
EMD SD9 – ciężka sześcioosiowa lokomotywa spalinowa produkcji amerykańskiej. Wyprodukowana w liczbie 471 sztuk, w tym 44 na eksport (m.in. do Korei) w latach 1954–1959 przez Oddział General Motors – Electro-Motive Diesel. Lokomotywa wyposażona jest w 16-cylindrowy silnik o mocy 1750 koni mechanicznych. Wykorzystywała analogiczne pudło, jak wcześniejszy model EMD SD7. 
Niektóre, zmodernizowane egzemplarze lokomotyw SD9 służą do dziś.